# Gian Luigi Banfi
Gian Luigi Banfi (Milano, 2 aprile 1910 – Gusen, 10 aprile 1945) è stato un architetto e urbanista italiano, antifascista, vittima dei campi di concentramento nazisti.

## Biografia
Gian Luigi Banfi nasce da una famiglia borghese. Dopo gli studi presso il Politecnico di Milano, completati nel 1932, Banfi entrò in contatto coi colleghi Lodovico Barbiano di Belgiojoso, Enrico Peressutti ed Ernesto Nathan Rogers; insieme fondarono lo studio BBPR (dalle iniziali dei quattro), che diventerà punto di riferimento per l'architettura razionalista italiana. 
I B.B.P.R. intraprendono una vasta attività professionale che comprende la pianificazione territoriale, la progettazione architettonica, l'arredamento e il design, collaborando con le maggiori riviste di architettura e urbanistica. Redigono il Piano Regolatore Generale di Pavia (1933), il Piano Regolatore Generale della Valle d'Aosta (1936), realizzano la Colonia elioterapica di Legnano e i padiglioni della nuova Fiera di Milano (1938), il Piano Turistico per l'Isola d'Elba (1939), il Palazzo delle Poste per E42 a Roma (1940); alla Triennale progettano con Piero Portaluppi "la casa del sabato per gli sposi" (1933). Da tale esperienza nasce una lunga collaborazione per gli allestimenti della Triennale. Diventano membri dei CIAM (1935). 

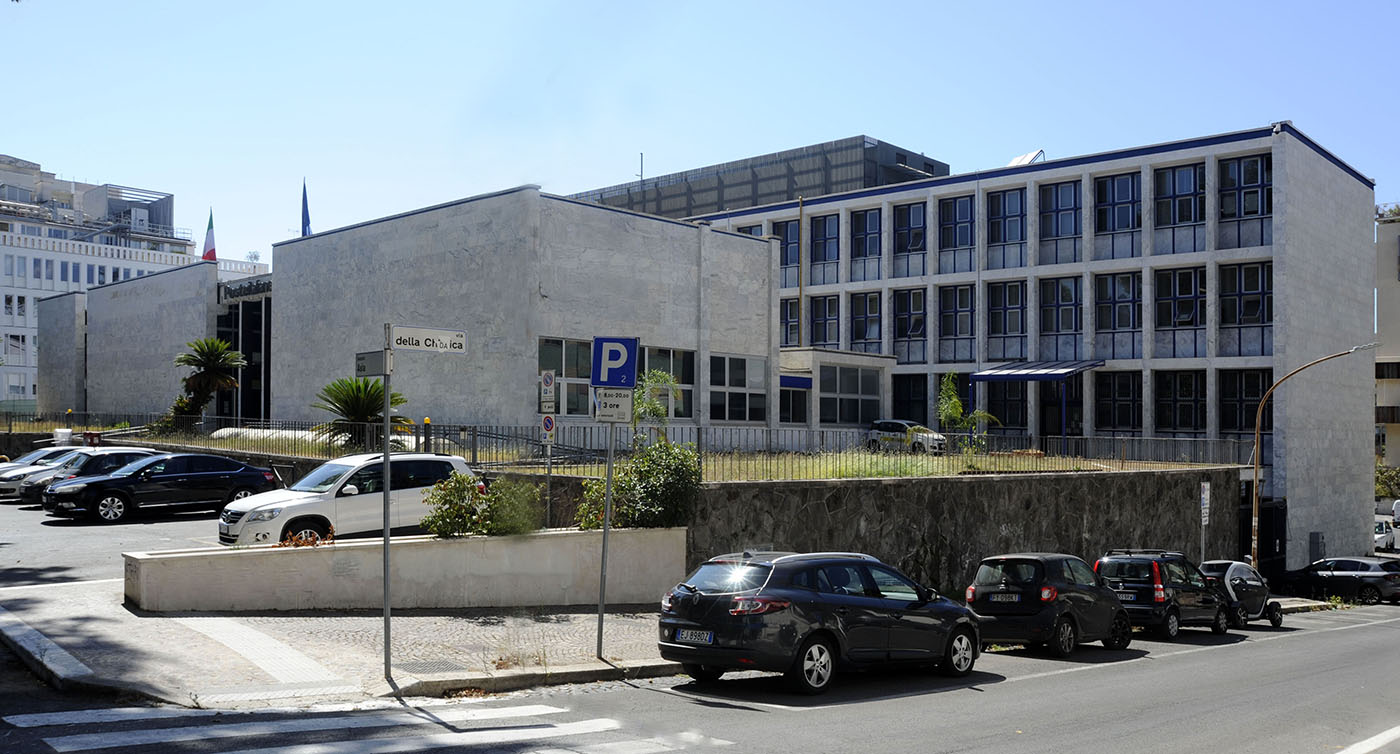
Ufficio Postate Roma Eur

Nel 1935 Banfi presenta al Congresso Internazionale degli Architetti di Roma una relazione dal titolo "Urbanistica corporativa" e interviene con articoli sui periodici Domus e Quadrante. Banfi presenzia al congresso di Parigi nel 1937 e al convegno di Zurigo nel 1939. In queste occasioni internazionali allaccia rapporti con Le Corbusier, Gropius e Giedion. In particolare, Banfi partecipò attivamente al progetto del palazzo Littorio di Pavia, nel 1934, nonché ai piani regolatori generali di Aosta e Pila (1936-1937) e al progetto del quartiere Le Grazie di Legnano (1939). Nel 1938 insieme ai colleghi dello studio gli viene commissionata la realizzazione del palazzo delle Poste, Telegrafi e Te.Ti nel costruendo quartiere E42 a Roma.

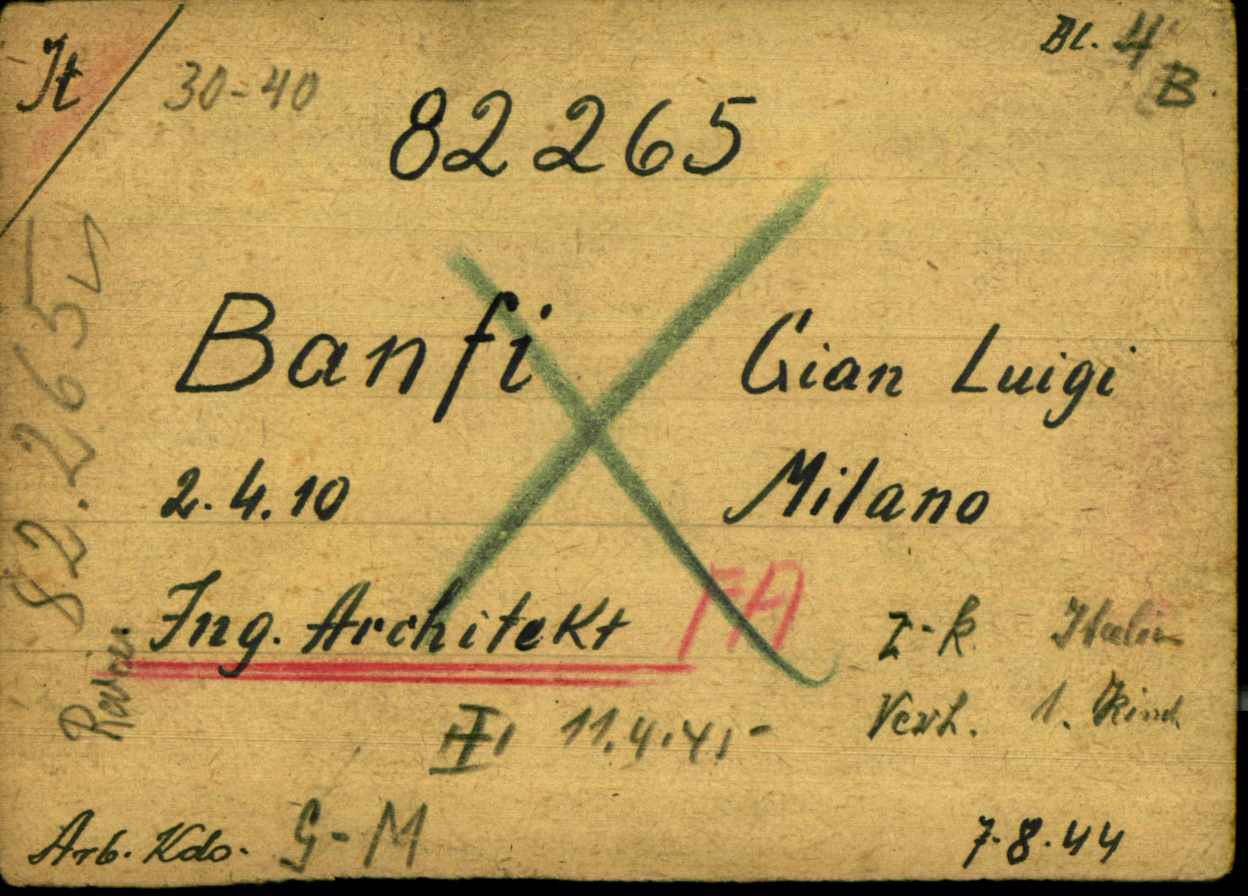
Scheda di registrazione di Gian Luigi Banfi come prigioniero nel campo di concentramento nazista di Mauthausen

In seguito, a partire dall'emanazione delle leggi razziali del 1938 e ancor più durante il periodo di occupazione nazifascista, lo studio BBPR costituì uno dei punti di riferimento per la Resistenza milanese e per il movimento Giustizia e Libertà. Ciò costrinse Rogers a nascondere la sua partecipazione al gruppo, mentre Banfi, Belgiojoso e Peressutti partecipano alla fondazione di "Giustizia e Libertà" e in seguito al Comitato di Liberazione Nazionale. A causa di ciò, Banfi fu deportato nel campo di concentramento di Gusen durante la seconda guerra mondiale insieme col collega Belgiojoso, con l'accusa di attività antifasciste. Morì nel campo di sterminio di Mauthausen-Gusen di privazioni il 10 aprile 1945, pochi giorni prima della fine della guerra. 

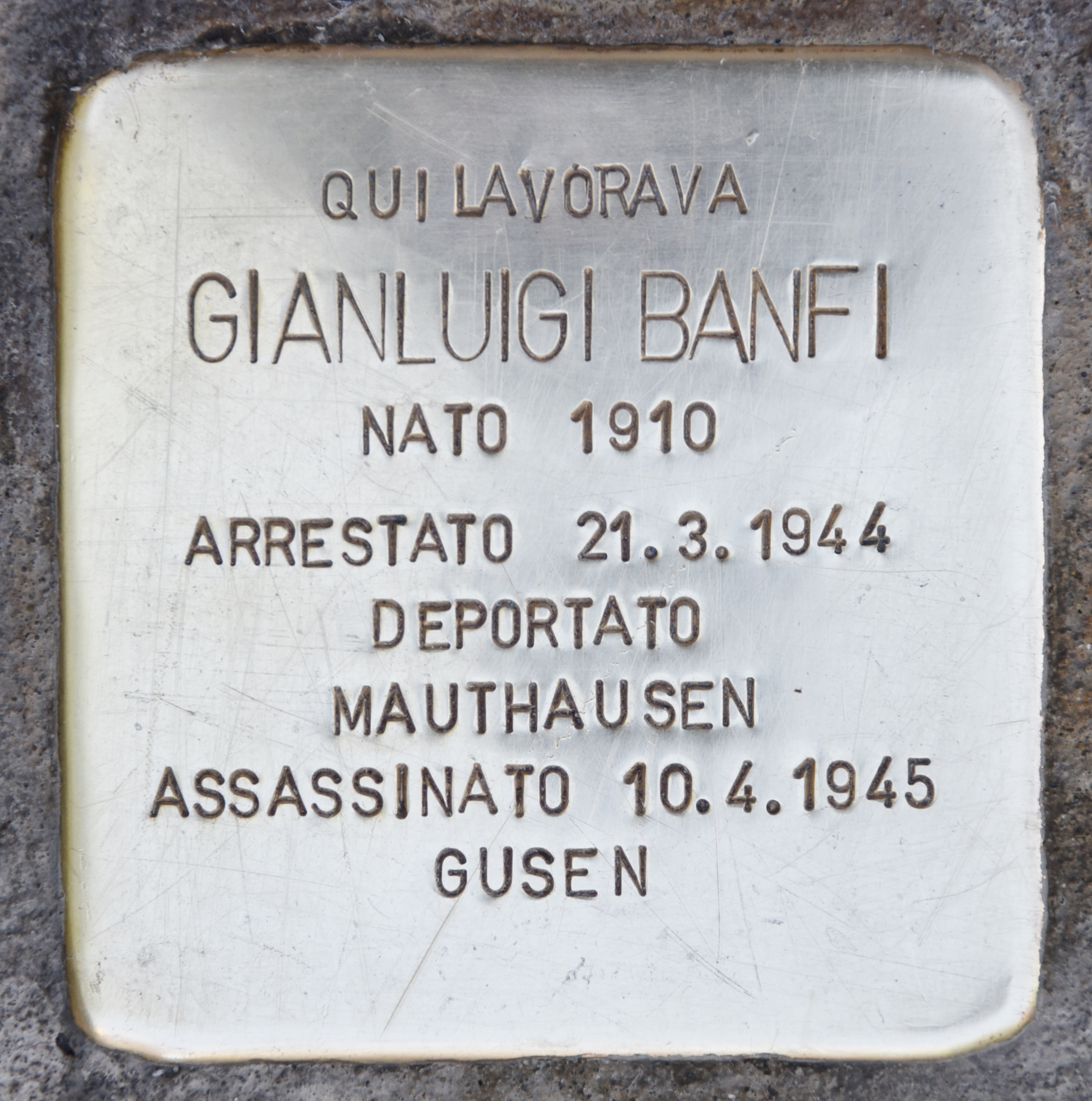
Pietra d'inciampo davanti alla sede dello studio BBPR in via dei Chiostri 2 a Milano

Alla fine della guerra lo studio riprende l'attività mantenendo inalterata la sigla B.B.P.R., in memoria dell'amico scomparso.
La sua morte è narrata da Aldo Carpi, suo amico detenuto, nel Diario di Gusen (ed. Einaudi, 1993, p. 131-32). Il 21 marzo 1944 Gian Luigi Banfi e Lodovico Belgiojoso vengono arrestati e condannati, senza processo, alla deportazione per spionaggio e distribuzione di stampa clandestina. 
Il 19 gennaio 2017 è stata posta una pietra d'inciampo davanti alla sede dello studio BBPR in via dei Chiostri 2 a Milano.

## Archivio
L'archivio raccoglie le immagini fotografiche realizzate dall'architetto Gian Luigi Banfi tra il 1939 e il 1941. Esso consta di un dossier di provini a contatto in bianconero ritagliati ed incollati su di un centinaio di cartoncini rilegati, per un totale di 2.376 fotogrammi.